# Sbiega
Sbiega (ros. Сбега) – osiedle przy stacji w Rosji, w Kraju Zabajkalskim, w rejonie mogoczińskim. W 2010 liczyło 1712 mieszkańców.